# Klevegöl
Klevegöl är en sjö i Högsby kommun i Småland och ingår i Emåns huvudavrinningsområde. Sjön är 2 meter djup, har en yta på 0,04 kvadratkilometer och är belägen 104 meter över havet.